# Fantasyland
Fantasyland est l'un des cinq pays des Royaumes enchantés de Disney voulus par Walt Disney pour Disneyland. C'est le pays des contes de fées et de l'imaginaire. C'est aussi le pays situé dans le prolongement de Main Street, USA derrière le château, emblème et point central de chacun des parcs.

## Concept
Le concept voulu par Walt Disney consistait à ce que les visiteurs puissent s'immerger dans les livres de contes de fées, et surtout ceux immortalisés dans ses films, d'où le nom donné de Happiest Land of all. À Disneyland, pour des raisons budgétaires, il dut toutefois limiter ses prétentions et la version initiale ouverte en 1955 était plus proche d'une foire médiévale en carton pâte.
Ce concept fut repris — mais avec un budget plus important — au Magic Kingdom, à Tokyo Disneyland, au parc Disneyland français, à Hong Kong Disneyland ainsi qu'à Shanghai Disneyland.
En 1983, la même année que l'ouverture de Tokyo Disneyland, le Fantasyland du Disneyland californien est rénové et ré-agencé, afin d'acquérir l'aspect d'un village bavarois, esthétique renforcée par le Matterhorn Bobsleds (bien que suisse).

## Disneyland Park
L'entrée du Fantasyland de Disneyland en Californie est marquée par le château de La Belle au bois dormant, reproduit dans l'identité visuelle de plusieurs filiales de la Walt Disney Company (dont Walt Disney Pictures).

### Histoire
La rénovation de 1983 fait disparaître les fausses tentes multicolores figurant les entrées de chaque attraction, au profit de façades personnalisées à l'aspect de bois. Plusieurs manèges sont aussi déplacés afin de libérer de l'espace pour les visiteurs. La fin des rénovations a lieu le 25 mai 1983, accompagnée d'une cérémonie.

#### Fantasyland pré-rénovation
Avant la rénovation de 1983, les façades des attractions étaient des tentes médiévales avec des boucliers de chevaliers.
Peter Pan et surtout le rocher du squelette ont inspiré un décor nommé Skull Rock Cove ajouté en 1960 devant lequel un bateau pirate hébergeant un restaurant nommé Chicken of the Sea,. Cette zone a été détruite en 1982 pour le nouveau Fantasyland et remplacé par l'attraction Dumbo the Flying Elephant, mais une zone similaire plus grande a ouvert en 1992 au parc Disneyland en France au sein d'Adventure Isle.

#### «New Fantasyland» post-rénovation
La rénovation a fait disparaître les tentes multicolores qui donnait au land un aspect de tournoi médiéval pour les remplacer par des façades en accord avec le thème des attractions. Il a reçu l'apparence d'un village de contes de fées ; apparence reproduite à l'identique à Disneyland Paris.

### Les attractions
Au Disneyland Park, Fantasyland comprend :
- Alice in Wonderland ;
- Casey Jr Circus Train ;
- Dumbo the Flying Elephant ;
- Fantasyland Theater ;
- It's a Small World ;
- King Arthur Carrousel ;
- Mad Tea Party ;
- Matterhorn Bobsleds ;
- Mr. Toad's Wild Ride ;
- Peter Pan's Flight ;
- Pinocchio's Daring Journey ;
- Sleeping Beauty Castle ;
- Snow White's Scary Adventures ;
- Storybook Land Canal.

### Les restaurants
- Edelweiss Snacks
- Troubadour Tavern
- Village Haus Restaurant

### Les boutiques
- Bibbidi Bobbidi Boutique
- Fairy Tale Treasures
- The Mad Hatter in Fantasyland

## Magic Kingdom
Le château du Magic Kingdom de Floride est celui de Cendrillon. Un restaurant se trouve au premier étage de celui-ci.

### Histoire
« New Fantasyland » (2012)
Le 12 septembre 2009, lors de la première D23 Expo, Disney annonce l'agrandissement du Fantasyland du Magic Kingdom (en Floride) avec l'ajout de plusieurs attractions basées sur les gammes de produits Princesses Disney et Disney Fairies en deux phases, la première en 2012 et la seconde en 2013. En contrepartie, une grande partie de Mickey's Toontown sera détruite. Le 18 janvier 2011, le projet est légèrement modifié avec l'ajout d'un petit train de la mine Vekoma sur le thème des Sept nains de Blanche-Neige et le transfert de la section Pixie Hollow dans le parc Disney's Hollywood Studios. Celle-ci devrait se composer d'une attraction similaire à Cars Quatre Roues Rallye, un point de rencontre des fées, le tout en étant rétréci à la taille des fées. Ce projet n'aboutit pas. Le 7 août 2012, Disney annonce l'ouverture du New Fantasyland 2012 du Magic Kingdom pour le 6 décembre 2012. Le 12 août 2012, Robert Iger révèle que le budget alloué au New Fantasyland 2012 du Magic Kingdom est de 425 millions de dollars. La cérémonie officielle d'ouverture a eu lieu le 6 décembre 2012.
Ci-dessous, les ajouts apportés par l'extension de Fantasyland.
| 1re phase (2012) | 2de phase (2014)                                                                                      |
| --- | --- |
| - Refonte complète de Dumbo the Flying Elephant, qui est déplacé. L'attraction prend place là où se situait précédemment une partie de Mickey's Toontown Fair. L'attraction Dumbo devient une zone à elle-seule, avec le doublement du manège, la création d'une file d'attente de nouvelle génération (des jeux et des activités au lieu de cordes en avançant lentement) ; le tout avec le thème du cirque en toile ; - le land Mickey's Toontown Fair est complètement détruit. Les tentes ainsi que les maisons de Mickey et Minnie sont supprimées, les montagnes russes junior Goofy's Barnstormer reçoivent un nouveau thème. Le thème du cirque de Toontown Fair étant proche de celui du cirque Dumbo, Goofy's Barnstormer est renommée The Barnstormer featuring Goofy as the Great Goofini. La zone de fontaines aspergeant les visiteurs Casey Jr. Splash 'N' Soak Station prend place en face ; - ajout Enchanted tales with Belle, un meet and greet interactif de Belle composé d'animatroniques ; - ajout de deux nouveaux restaurants Gaston's Tavern (restaurant de comptoir) et Be Our Guest Restaurant dans le château de la Bête (service à table, 552 places) ; - ajout de The Little Mermaid: Ariel's Undersea Adventure, une attraction sur La Petite Sirène, déjà construite à Disney California Adventure. | - Ajout de Seven Dwarfs Mine Train, un train de la mine sur le thème des sept nains de Blanche-Neige. |

### Les attractions
Au Magic Kingdom, Fantasyland comprend :
- Barnstormer ;
- Casey Jr. Splash 'N' Soak Station ;
- Cinderella Castle ;
- Dumbo the Flying Elephant ;
- Enchanted Tales with Belle ;
- It's a Small World ;
- Mad Tea Party ;
- Many Adventures of Winnie the Pooh ;
- Mickey's PhilharMagic ;
- Peter Pan's Flight ;
- Pooh's Playful Spot (fermée depuis 2010) ;
- Prince Charming Regal Carrousel ;
- Seven Dwarfs Mine Train ;
- Snow White's Scary Adventures (fermée depuis le 31 mai 2012) ;
- The Little Mermaid: Ariel's Undersea Adventure ;
- une gare du Walt Disney World Railroad.

### Les restaurants
- Be our Guest Restaurant
- Cheshire Café
- Cinderella's Royal Table
- The Friar's Nook
- Gaston's Tavern
- Pinocchio Village Haus
- Prince Eric's Village Market
- Storybook Treats

### Les boutiques
- Bibbidi Bobbidi Boutique
- Big top souvenirs
- Casey Jr. Railroad Mercantile
- Castle Couture
- Fantasy Faire
- Hundred Acre Goods
- Sir Mickey's

## Tokyo Disneyland
Le château de Tokyo Disneyland est une copie conforme de celui du Magic Kingdom ; mais l'attraction Cinderella Castle Mystery Tour occupait l'intérieur.
Tokyo Disneyland possède une autre attraction originale ; Pooh's Hunny Hunt. C'est également la seule version de Fantasyland à présenter encore la version originale de Dumbo the Flying Elephant avec seulement dix éléphants volants, tandis que les autres versions de l'attraction comptent seize éléphants.
Le 29 avril 2015, Oriental Land Company révèle qu'une expansion majeure est programmée autour du film d'animation La Belle et la Bête. Le 19 septembre 2019, il a été annoncé que la date d'ouverture de cette zone est le 15 avril 2020. Cependant, en raison de la pandémie de Covid-19 au Japon, cette date a été déplacée au 28 septembre 2020.

### Les attractions
À Tokyo Disneyland, Fantasyland comprend :
- Alice's Tea Party ;
- Castle Carrousel ;
- Cinderella Castle :
- Dumbo the Flying Elephant ;
- Enchanted Tale of Beauty and the Beast ;
- Haunted Mansion ;
- It's a Small World ;
- Mickey's PhilharMagic ;
- Peter Pan's Flight ;
- Pinocchio's Daring Journey ;
- Pooh's Hunny Hunt ;
- Snow White's Adventures ;

#### Anciennes attractions
- Skyway ; (1983–1998)
- Mickey Mouse Revue ; (1983–2009)
- Cinderella Castle Mystery Tour ; (1986–2006)

### Les restaurants
- Captain Hook's Galley
- Queen of Hearts Banquet Hall
- Cleo's
- Troubadour Tavern
- Village Pastry
- La Taverne de Gaston

### Les boutiques
- Brave Little Tailor Shoppe
- The Glass Slipper
- Kingdom Treasure
- Pleasure Island Candies
- Pooh Corner
- Stromboli's Wagon
- Village Shoppes
  - Bonjour Gifts
  - La Belle Librairie
  - Little Town Traders

## Parc Disneyland Paris

Logo lors de l'ouverture du parc.

Le château est celui de La Belle au bois dormant mais dans une version beaucoup plus romantique, inspiré des châteaux de la Renaissance. Une attraction occupe l'intérieur, rappelant l'histoire de cette princesse. Le dragon de 27 mètres repose sous le château. Deux boutiques occupent le rez-de-chaussée.
Le pays possède un concept supplémentaire, celui d'un semblant de disposition géographique, marquée par les éléments architecturaux et la rivière. Les pays d'origine des contes de fées sont ainsi regroupés : France, Allemagne, Italie, au sud de la rivière, Royaume-Uni, au nord, et un peu plus sur le côté en face de ce dernier, le Benelux et plus particulièrement les Pays-Bas.

### Les attractions
- Alice's Curious Labyrinth
- Blanche-Neige et les Sept Nains
- Casey Jr - Le petit train du cirque
- Une gare du Disneyland Railroad
- Dumbo the Flying Elephant
- It's a Small World
- Le Château de la Belle au bois dormant
  - La Galerie de Belle au Bois Dormant
  - La Tanière du Dragon
  - Sword in the Stone
- Carrousel de Lancelot
- Le Pays des Contes de Fées
- Les Pirouettes du Vieux Moulin (fermé depuis 2002)
- Les Voyages de Pinocchio
- Mad Hatter's Tea Cups
- Peter Pan's Flight
- Princess Pavilion
- Meet Mickey Mouse

### Les restaurants
- Auberge de Cendrillon (service à table)

Durant le repas dans ce monde enchanté, nous pouvons rencontrer les princesses et princes des contes Disney. On y trouve de la cuisine française.
- Au Chalet de la Marionnette  (restauration rapide)

Dans un décor inspiré du film Pinocchio, on se sent comme dans un chalet des Alpes. On peut déguster des plats du hot dog au poulet rôti, en passant par le bagel, accompagné par une salade ou des frites.
- Pizzeria Bella Notte  (restauration rapide)

La décoration est inspirée du film La Belle et le Clochard, ici c'est une pizzeria dans laquelle on peut se régaler avec des pâtes ou des pizzas.
- Toad Hall Restaurant  (restauration rapide)

On se trouve dans une maison de la campagne anglaise, dans laquelle la spécialité est le Fish and chips.

### Les boutiques
- La Bottega di Geppetto : jouets et peluches
- La Boutique du château : maison et cadeaux
- La chaumière des sept nains : jouets, peluches et costumes
- La confiserie des trois fées : alimentation et boissons
- Meet Mickey Photographs : multimédia
- Merlin l'enchanteur : art et souvenirs
- Princess Pavillon : multimédia
- Sir Mickey's Boutique : maison, cadeaux, jouets et peluches

## Hong Kong Disneyland
Le château est une copie de celui de la Belle au bois dormant de Disneyland. Il est moins garni que l'original.
À Hong Kong Disneyland, Fantasyland comprend :
- Cinderella Carrousel
- Castle of Magical Dreams
  - Royal Princess Garden
  - The Royal Reception
- Dumbo the Flying Elephant
- Fantasy Gardens
- Fairy Tale Forest
- Une gare du Hong Kong Disneyland Railroad
- It's a Small World
- Mad Hatter Tea Cups
- Mickey's PhilharMagic
  - Sword in the Stone
- Snow White Grotto
- The Mickey and the Wondrous Book au Disney's Storybook Theater
- Many Adventures of Winnie the Pooh

## Shanghai Disneyland
- Enchanted Storybook Castle
- Once Upon a Time Adventure
- Voyage to the Crystal Grotto
- Peter Pan's Flight
- Frozen: A Sing-Along Celebration
- The Many Adventures of Winnie the Pooh
- Hunny Pot Spin
- Seven Dwarfs Mine Train
- Alice in Wonderland Maze